# RoboCop vs Terminator
Robocop Vs The Terminator es una serie limitada crossover de cuatro números, escrita por Frank Miller, quien uso sus libretos de Robocop 2 y Robocop 3 para su desarrollo; y dibujada por Walter Simonson publicado en 1992 por Dark Horse Comics. 

## Argumento
En el 2029, en un futuro dominado por las máquinas, un equipo de desplazamiento en el tiempo del ejército de los rebeldes humanos obtienen acceso a Skynet y envían a un hombre a matar a RoboCop. Pero Skynet tiene sus propios planes y envía al pasado a un trío de Terminators con la misión de proteger a RoboCop a toda costa.
Descubriendo que la tecnología usada para construirlo, es parcialmente responsable del futuro desarrollo de Skynet, de pronto se ve envuelto en una aventura para derrotar a este sistema en un futuro postapocaliptico, dominado por las máquinas. Parte de la historia se concentra en su mente, la única parte humana del que puede moverse y esconderse entre los sistemas Skynet, peleando y luchando de la mejor manera que el puede hacerlo
La Conciencia Humana de Robocop (Alex Murphy) esperó por décadas, escondiéndose en cada sistema informático una oportunidad, donde este mismo este descuido pueda ser aprovechado mientras tanto ocurre la guerra por el control del planeta, del mismo modo el puede crear ahora un cuerpo de terminator que asemeje a su antigua forma, y es destruido previamente por la resistencia humana, él se identifica como un aliado y después de ganar la confianza de todos, empieza el plan para destruir a Skynet junto con ellos.
Flo es la única miembro de la resistencia que confía en Robocop (quien le dice que puede referirse a él como Murphy) ya que ella sabe y conoce todo lo que había pasado antes cuando ella viajó al pasado para supuestamente exterminarlo, sin embargo con el paso de la historia Flo comprende que él es más que una simple máquina si no también una herramienta de guerra cibernetica con esencia humana, eventualmente esto los une como amigos y finalmente se alían para terminar con Skynet, lo cual ocurre en la batalla final cuando Flo le sugiere que puede usar la fábrica para crear una estrategia de combate basada en la clonación y replicacion similar a la de su enemigo, lo que hace que pueda generar un ejército el cual ayuda a la resistencia.
Poco a poco Skynet pierde la batalla no sin antes darle una oportunidad de redención a Robocop ilusionandolo para poder ser un humano, sin embargo descubre a tiempo la treta y usando su punta de enlace como conexión a tierra, sentencia al sistema a perecer para finalmente ganar, eventualmente descubre que Flo ha sido herida fatalmente y que inevitablemente moriría sin embargo ella menciona que ahora el mundo será un lugar mejor por lo que Robocop la tranquiliza diciendo que estará bien, mientras tanto un Robocop combinado con un T800 Como los que pudo usar el original para hacerle frente a los enemigos va al pasado para finalmente destruir los satélites que darían coba a Skynet cuando esta misión tiene éxito esa versión deja de existir.
Flo finalmente despierta y cree que todo había sido un sueño y probablemente así lo fue pues despierta en un mundo utópico donde no había maldad relativa ni control cybernetico impuesto para dominar al ser humano, mientras Robocop esta en una tarde lluviosa reflexionando pero al pensar demasiado decidió ir a descansar y recargar su energía a su cámara de mantenimiento.
Por otro lado un Terminator de tipo canino intenta volver al pasado pero vuelve tan atrás que regresa a la época de los dinosaurios donde finalmente es exterminado por la pisada de un Tyrannosaurus Rex.

## Videojuego
Esta serie limitada fue adaptada con gran éxito al formato videojuego por Virgin Interactive para Sega Mega Drive, Super Nintendo, Sega Master System, Game Gear y Game Boy. Este juego fue galardonado como el Juego más sangriento de 1993 por Electronic Gaming Monthly en su versión para Sega Megadrive, siendo censurado en sus versiones para consolas Nintendo.